# Агонія
Агонія (грец. αγωνια — боротьба) — сукупність останніх проявів життєвих функцій, стан / синдром, який безпосередньо передує смерті.
Під час агонії глибоко порушується діяльність вищих відділів головного мозку, затьмарюється свідомість, згасає діяльність усіх органів чуття, різко падає серцева діяльність. Закінчується агонія з останнім ударом серця.

## Ознаки агонії
Клінічні прояви агонії характеризуються пригніченням життєво важливих функцій організму, обумовлених вираженою гіпоксією. Зникає больова чутливість, спостерігається втрата свідомості, розширення зіниць, згасання їхньої реакції на світло, зникають рогівковий, сухожилкові та шкірні рефлекси. Агональне дихання (або чейн-стоксовське дихання, тобто дихання часте, поверхневе, судомние, хрипке; або кассмаулевське дихання) може проявлятися у вигляді слабких рідкісних дихальних рухів малої амплітуди, або коротких максимальних вдихів і видихів швидких повних з великою амплітудою і частотою 2-6 вдихів у хвилину. У крайній стадії агонії в диханні беруть участь м'язи шиї та тулуба — голова закидається, рот широко відкритий, можлива поява піни з рота, але, попри підвищену активність таких дихальних рухів, ефективність дихання вельми мала. У стані агонії характерним є термінальний набряк легень, який обумовлений різкою гіпоксією, збільшенням проникності стінок альвеол, ослабленням кровообігу і мікроциркуляторних розладів через більш раннє ослаблення лівого шлуночка серця в порівнянні з правим і утворення таким чином застою крові в малому колі кровообігу. Дихання стає утрудненим і хрипким, у бронхах накопичується слиз, який не може бути виведений через ослаблення відповідних м'язових механізмів, що, разом із наростанням набряку рідини в легенях, при неможливості відхаркування, призводить до клекотання дихання та обумовлює передсмертне хрипіння (стерторозне дихання). Агональне дихання продовжується після настання смерті протягом ще короткого часу (15-20 секунд).
Судоми також є проявами агонії й тривають короткий час (кілька секунд). Відбувається спазм як скелетної, так і гладкої мускулатури. З цієї причини практично завжди смерть супроводжується мимовільним сечовипусканням, дефекацією і сім'явипорскуванням, оскільки сфінктери паралізуються часто раніше, ніж м'язові групи, що відповідають за перистальтичні рухи. В інших, дуже рідкісних випадках, є, навпаки, затримка сечі та розтягнення сечового міхура (при мозкових агоніях параліч м'язів, відповідальних за перистальтику, своєю чергою, веде до так званої агональної інвагінації кишки, особливо у дітей з кишковими кольками). На відміну від деяких захворювань, які супроводжуються судомами, при настанні смерті судоми несильні та неяскраво виражені.
Реакція зіниць на світло зберігається навіть у стані клінічної смерті. Дана реакція є вищим рефлексом, замикається на кору великих півкуль головного мозку. Таким чином, поки жива кора великих півкуль головного мозку, зберігатиметься і реакція зіниць на світло. Під час агонії відбувається поступове згасання цього рефлексу. Треба відзначити, що перші секунди після смерті в результаті судом зіниці будуть максимально розширені.
Різко змінюється зовнішній вигляд людини, яка агонізує: байдужий вираз обличчя, риси загострюються (через перерозподіл крові, а разом з нею і лімфи, нормально створює пружний вигляд тканин), колір обличчя стає блідо-сірим, іноді землистим, щоки ввалюються, з'являються круги під очима, очі глибоко западають, погляд байдужий, іноді страдницький, спрямований в далечінь, рогова оболонка ока втрачає свою прозорість, нижня щелепа відвисає через розслаблення мімічних м'язів, що в сукупності надає особі особливий вираз (так звана маска Гіппократа), на шкірі з'являється холодний клейкий піт, рухи стають тремтячими.
Після термінальної паузи зростає ефективність серцевих скорочень, підвищується артеріальний тиск, на ЕКГ з'являється синусовий ритм, припиняється ектопічна активність. Короткочасно відновлюється свідомість. Наприкінці агонії пульс слабкий, з частотою 20-40 скорочень на хвилину, знижується артеріальний тиск. Агонія в різних випадках буває різною, в залежності від основного страждання та інших причин. При травматичному шоку та крововтраті під час агонії зазначаються: воскоподібно-бліде забарвлення шкірних покривів і слизових, загострений ніс, помутніння рогівки, розширення зіниць, брадикардія від 2-3 до 15-20 серцевих скорочень на хвилину. При механічній асфіксії — підвищення артеріального тиску, рефлекторне сповільнення ритму серця, множинні екстрасистоли, потім різке падіння тиску, ціаноз, судоми, паралічі сфінктерів, випадання язика з відкритого рота, виділення слини та слизу, утворення піни у роті. Тривалість агонії при цьому може бути 5-6 хвилин, а при нестачі кисню у вдихуваному повітрі до 15-30 хвилин. При тампонаді серця відбувається прогресивне зниження артеріального тиску і не відбувається його підвищення в стані агонії. Відбувається раптова зупинка серця (асистолія, фібриляція шлуночків), швидко розвивається і різко виражений ціаноз обличчя і шиї, іноді всього тулуба. Одутлість особи, можливі судоми. Дихання триває ще 5-10 хвилин після припинення кровообігу.
Моментом закінчення агонії й настання смерті зазвичай вважають останній удар серця, але через те, що зрештою смерть настає не тільки через зупинку серця, але і параліч дихального центру, то з однаковою впевненістю кінцем агонії можна вважати й останній подих. З органів чуття згасають найраніше нюх і смак, потім — зір, і лише пізніше — слух.